# Neopomacentrus anabatoides
Neopomacentrus anabatoides là một loài cá biển thuộc chi Neopomacentrus trong họ Cá thia. Loài này được mô tả lần đầu tiên vào năm 1847.

## Từ nguyên
Hậu tố –oides trong tiếng Latinh có nghĩa là "tương tự, giống với", hàm ý đề cập đến sự tương đồng về hình dạng của loài cá này với cá rô đồng (Anabas testudineus).

## Phạm vi phân bố và môi trường sống
N. anabatoides được ghi nhận ở phía đông biển Andaman, khu vực Đông Nam Á hải đảo, Nhật Bản, và từ quần đảo Solomon đến Nouvelle-Calédonie.
Loài này sinh sống tập trung gần những rạn san hô viền bờ trên nền đáy cát hoặc bùn, hoặc trong các đầm phá ở độ sâu đến 15 m.

## Mô tả
Chiều dài cơ thể tối đa được ghi nhận ở N. anabatoides là 10,5 cm. N. anabatoides có màu xanh lam xám, ánh bạc ỏ hai bên thân; vùng lưng sẫm màu hơn. Nắp mang có đốm đen. Hai thùy đuôi được viền dải đen.
Số gai ở vây lưng: 12; Số tia vây ở vây lưng: 10–11; Số gai ở vây hậu môn: 2; Số tia vây ở vây hậu môn: 10–11; Số tia vây ở vây ngực: 17–19; Số gai ở vây bụng: 1; Số tia vây ở vây bụng: 5.

## Sinh thái học
Thức ăn của N. anabatoides là các loài động vật phù du. Chúng thường hợp thành đàn lớn và bơi gần những cụm san hô Montipora. Cá đực có tập tính bảo vệ và chăm sóc trứng.